# Dayton Art Institute
Das Dayton Art Institute (DAI) ist ein Kunstmuseum in Dayton im Bundesstaat Ohio in den Vereinigten Staaten von Amerika. Es ist unter anderem für seine Sammlung von Kunst der italienischen Renaissance bekannt, zeigt aber heute in ständigen und Sonderausstellungen ein weites Spektrum von Objekten der Kunst und Zivilisation der letzten 5.000 Jahre. Es wird zu den führenden Museen in den Vereinigten Staaten gezählt. Im Jahr 2007 besuchten mehr als 300.000 Besucher das Museum.

## Geschichte und Bau
1919 wurde die Vorläuferinstitution, das Dayton Museum of Fine Art, gegründet. Dieses befand sich in einem Gebäude in der Innenstadt von Dayton und konnte dann 1930 in das neu erbaute Edward B. Green Gebäude umziehen. Als Vorbilder für den Entwurf des Baues gelten zwei Bauten der italienischen Renaissance, das Casino, ein kleines bewohnbares Sommerhaus in den Gärten des Palazzo Farnese in Caprarola, der Aufgang zum Museum ist den Treppen der Villa d’Este bei Tivoli nahe Rom nachempfunden. Das Museum wurde in Dayton Art Institute umbenannt, um die wachsende Bedeutung seiner dem Museum angeschlossenen Ausbildungseinrichtungen hervorzuheben.
Das Gebäude ist ins National Register of Historic Places aufgenommen, eine Liste architektonisch bedeutender Bauten in den Vereinigten Staaten.

## Museumsleitung
Seit Januar 2008 ist Janice Driesbach die Direktorin des Dayton Art Institute.

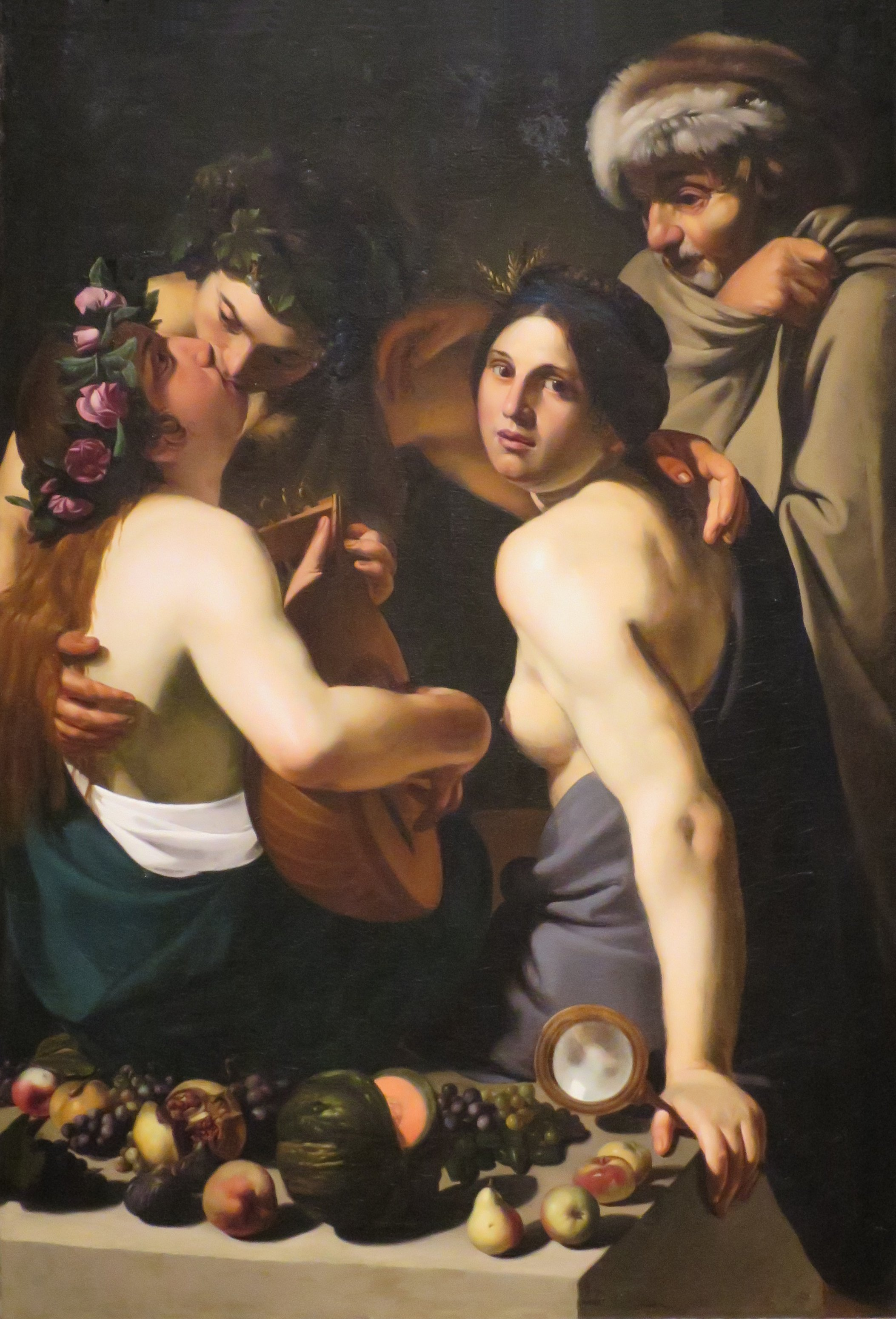
Allegory of the Four Seasons, Bartolomeo Manfredi

## Bekannte Werke
- Scene in Yosemite Valley, Albert Bierstadt
- The Song of The Nightingale, William Adolphe Bouguereau
- Aurora Red Ikebana with Bright Yellow Stems, Dale Chihuly
- After the Bath, Edgar Degas
- High Noon, Edward Hopper
- Allegory of the Four Seasons, Bartolomeo Manfredi
- Study Heads of an Old Man, Peter Paul Rubens
- Stacks in Celebration, Charles Sheeler